# Teresa & Maria
"Teresa & Maria" é uma canção das cantoras ucranianas Alyona Alyona & Jerry Heil que irão representar a Ucrânia no Festival Eurovisão da Canção 2024, após vencer a final nacional Vidbir.
A canção atuou na 1ª semifinal, tendo sido apurada para a final onde ficou em terceiro lugar com 453 pontos.